# Payung (Bangka Selatan)
Payung is een bestuurslaag in het regentschap Bangka Selatan van de provincie Bangka-Belitung, Indonesië. Payung telt 4186 inwoners (volkstelling 2010).